# Finale di European Rugby Champions Cup 2018-2019
La finale di European Rugby Champions Cup 2018-19 fu la gara di assegnazione del titolo di campione della 24ª edizione della massima competizione europea per club di rugby a 15.
Si tenne l'11 maggio 2019 al St James' Park di Newcastle upon Tyne tra le vincitrici delle due precedenti edizioni del torneo: l'irlandese Leinster campione uscente e l'inglese Saracens, che si impose 20-10 laureandosi campione d'Europa di club per la terza volta.

## Il percorso dei club finalisti

### Saracens
Qualificatosi come miglior club del seeding, il Saracens lasciò solo due punti di bonus sul proprio cammino caratterizzato da sei vittorie consecutive nella fase a gironi: dopo l'esordio a Glasgow (13-3), sconfisse tra le proprie mura Lione (29-10) e Cardiff Blues (51-25) per poi ripetersi in Galles 26-14 e guadagnare in Francia la qualificazione matematica con il 28-10 su Lione e alfine consolidare il seeding grazie alla vittoria più bonus contro Glasgow per 38-19.
Lo stesso Glasgow, battuto nella fase a gironi, divenne l'avversario nei quarti perché il suo punteggio in classifica lo rese il peggiore secondo e l'ultimo del ranking dei play-off: Saracens eliminò gli scozzesi in una gara con poca storia e il punteggio di 56-27.
Tutto sommato agevole anche la vittoria in semifinale contro Munster per 32-16 contro una squadra irlandese che mise a segno la sua prima, e unica, meta solo nella ripresa e a venti minuti dalla fine, quando Saracens ormai conduceva 25-9.

### Leinster
Terzo posto nel seeding per Leinster, destinato alla parte opposta del tabellone dei play-off rispetto al Saracens; dopo il vittorioso esordio interno contro Wasps per 52-3, la franchise dublinese perse 27-28 a Tolosa.
Fu, quella, l'unica sconfitta della fase a gironi perché, a seguire, Leinster batté il Bath 17-10 in Inghilterra e 42-15 al ritorno a Dublino, e Tolosa nell'incontro di ritorno per 29-13, così scavalcando i francesi in classifica e conquistando l'obiettivo minimo della qualificazione matematica, che con la vittoria 37-19 su Wasps significò primo posto del girone e possibilità di disputare in casa i quarti di finale.
Il quarto di Leinster fu un derby irlandese contro Ulster, vinto di misura e solo nel finale 21-18 grazie a un calcio piazzato a pochi minuti dal termine; più agevole il compito in semifinale contro Tolosa, cui Leinster non concesse marcature di peso, ma solo quattro calci piazzati: già avanti 17-3 all'intervallo, gli irlandesi si aggiudicarono 30-12 l'incontro e l'accesso alla finale.

## La finale
Facendo seguito alla scelta di Bilbao dell'anno precedente, EPCR assegnò la finale a una sede alternativa a quelle del circuito classico del rugby, designando per tale incontro il St James' Park di Newcastle upon Tyne, nel nord dell'Inghilterra, impianto normalmente in uso alla locale squadra di calcio.
Alla direzione di gara fu destinato Jérôme Garcès, alla sua prima e ultima finale, essendosi ritirato pochi mesi più tardi alla fine della Coppa del Mondo.
Per il Saracens si trattava della quarta finale (due vittorie e una sconfitta nelle precedenti tre), per Leinster della quinta (quattro vittorie sulle quattro precedenti); gli irlandesi partirono subito in vantaggio, comandando il punteggio alla mezz'ora per 10-0 grazie a un piazzato di Sexton e a una meta di Furlong trasformata.
Farrell in chiusura di primo tempo accorciò le distanze con un piazzato e fissò il risultato sul 10-3 per Leinster.
Nella ripresa i Sarries marcarono subito con Maitland pareggiando il punteggio per poi sfruttare una superiorità numerica causa espulsione temporanea di Fardy e portarsi in vantaggio con un ulteriore piazzato di Farrell e una meta di Billy Vunipola, successivamente trasformata: avanti di 20-10, Saracens non fu più raggiunto e celebrò la sua terza Coppa nelle ultime quattro edizioni.
L'anglo-sudafricano Brad Barritt fu nominato miglior giocatore della finale.

## Tabellino dell'incontro
| Arbitro: | Jérôme Garcès |

| |              | |
| Maitland 40+2’ B. Vunipola 66’ | mt           | 31’ Furlong |
| Farrell 40+2’, 66’ | tr           | 31’ Sexton |
| Farrell 38’, 58’ | c.p.         | 3’ Sexton |
| · Al. Goode · Williams · Lozowski · Barritt · Maitland · Farrell · 55’ Spencer · 74’ B. Vunipola · Wray · 29-39’ Itoje · Kruis · 61’ Skelton · 29’ Lamositele · George · 29’ M. Vunipola | Formazioni   | · Kearney · Larmour · Ringrose · Henshaw · Lowe · Sexton · L. McGrath · Conan · O’Brien 61’ · Fardy 57-67’ · Ryan · Toner 74’ · Furlong 69’ · Cronin 50’ · Healy 61’ |
| · 29’ Barrington · 29’ Koch · 55’ Wigglesworth · 61’ Isiekwe · 74’ Burger | Sostituzioni | · Tracy 50’ · J. McGrath 61’ · Ruddock 61’ · Bent 69’ · Deegan 74’                                                                                                   |
| Mark McCall | Allenatori   | Leo Cullen |